# Ахмедова, Умида Тухтамурадовна
Уми́да Тухтамура́довна Ахме́дова (узб. Umida Tuhtamurodovna Ahmedova, род. 21 октября 1955, Паркент, Ташкентская область) — узбекистанский (ранее — советский) кинодокументалист и фотограф, член Союза кинематографистов Узбекистана и Академии художеств Узбекистана.
Привлекла внимание международной общественности из-за ареста и осуждения властями страны в 2010 году, обвинившими её работы (документальный фильм «Бремя девственности» и фотоальбом «Женщины и мужчины: от рассвета до заката») в клевете и оскорблении узбекского народа. Преследование Умиды Ахмедовой было расценено несправедливым рядом правозащитных организаций и международных общественных деятелей.
Лауреат премии имени Вацлава Гавела (2016), вручаемой за инакомыслие в творчестве.

## Биография
Умида Тухтамурадовна Ахмедова родилась в городе Паркент Ташкентской области УзССР в 1955 году.
В 1980 году окончила Культпросветучилище во Владимире по специальности «Руководитель кино-фото-самодеятельности». По воспоминаниям Умиды Ахмедовой, она дважды пыталась поступить на философский факультет МГУ вместе с подругой-владимиркой Альбиной Белоусовой, а после повторной неудачи набранных в МГУ баллов оказалось достаточно для зачисления девушек в училище родного города Альбины.
С 1980 года начала профессиональную карьеру в качестве ассистента кинооператора студии научно-популярных и документальных фильмов Узбекистана. С 1981 года состояла в фотоклубе «Панорама».
В 1986 году окончила Всесоюзный государственный институт кинематографии (ВГИК) по специальности кинооператора и приступила к работе оператора-постановщика. К настоящему времени сняла более 10 фильмов.
В середине 1990-х годов творческий интерес Умиды Ахмедовой целиком перешёл в область фотографии, её работы экспонировались на различных выставках.
В 2000 году стала членом Академии художеств Узбекистана (фотохудожественная секция). С 2001 года значительное число работ Умиды Ахмедовой публиковались в составе книг и альбомов, выпускаемых в Узбекистане.

## Выставки и работы
Среди работ Умиды Ахмедовой известны фотоальбом «Женщины и мужчины: от рассвета до заката» (издан в 2007) и документальный фильм «Бремя девственности» (2008). Кроме того, в 2005 году ею был создан фильм «Женщины и мужчины в обрядах и ритуалах».
Участвовала в выставках во многих странах Европы и бывшего СССР, в том числе проводила персональные выставки в городах Узбекистана (Фергана, «Сюжеты на пересечённой местности», 2008, и др.), в Тбилиси (Международная конференция «Гендер и СМИ», 2005—2007), Копенгагене (2006), Нижнем Новгороде (2010), Ростове-на-Дону (2010).
В 2006 и 2011 годах Умида Ахмедова посещала Данию по приглашению датского филиала ПЕН-клуба. В 2006 году здесь состоялась фотовыставка «Жизнь женщин Центральной Азии» (включавшая также работы Нины Еркаевой из Казахстана), а в 2011 году — авторский вечер в Центре всемирной культуры.
После судебного преследования за фильм «Бремя девственности» (см. ниже), в 2010 году, в рамках международного фестиваля «Нет цензуре» в Бильбао были организованы две персональные выставки Умиды Ахмедовой, где экспонировалось около 40 её работ. Первая выставка включала фотографии из альбома «Женщины и мужчины: от заката до рассвета», вызвавшего осуждение властей Узбекистана, вторую составили работы, сделанные уже в Стране Басков (Bilbao por Umida).
В 2012 и 2013 годах приглашалась в качестве участника на VI и VII Международный фестивали фотографии в Угличе.
В 2012 году с фильмом «Ангел… и её два мужа» Умида Ахмедова вместе с супругом Олегом Карповым стала лауреатом гран-при фестиваля неформального кинематографа REFORMAT, проходившего в Бишкеке. Произведение, сочетающее в себе черты документального фильма и видео-арта, повествует о совместном проживании женщины с двумя мужчинами из-за того, что её прежний спутник жизни остался без крова. По словам О. Карпова, содержание фильма составляют любовь и парадоксы Центральной Азии, где противоположности способны находиться в гармонии, «жить в мире и дружбе, несмотря на разные мировоззренческие представления».
В 2013 году участвовала в V Московской биеннале современного искусства «Больше света», представив документальный фотопроект «Свекрови и невестки». Здесь Умида Ахмедова рассказала о том, что в традиционных узбекских семьях супругу для сына выбирают матери и что после замужества узбекские девушки вынуждены ограничивать круг общения мужем и свекровью, прекращая его со своими близкими. По мнению фотохудожницы, в таких обстоятельствах невестка фактически становится пленницей.
В 2014 году была участником Международной выставки современного искусства в Риге и VIII международного художественного симпозиума «Аланика» во Владикавказе (проект Северо-Кавказского филиала ГЦСИ России).
В 2017 году в ташкентской галерее Zero Line состоялась персональная выставка Умиды Ахмедовой, первая в Узбекистане за 9 лет. Представленные на выставке работы охватывают период начиная с сентября 2016 года, что автор характеризует как отсчёт новой эпохи. Название выставки «Смирное небо» является отсылкой к узбекистанскому клише «У нас мирное небо, (слава Богу)» и, по словам автора, должно пониматься каждым зрителем по-своему.
В 2018 году выступила ментором первой душанбинской резиденции экспериментального кино «My vision».

### Женщины и мужчины Узбекистана: от рассвета до заката
Альбом «Женщины и мужчины Узбекистана: от рассвета до заката» включает фотографии, созданные с 1996 по 2006 год в различных регионах страны и, отчасти, в Кыргызстане. Умида Ахмедова рассматривает фотографию будничной жизни как инструмент понимания нации. Снимки иллюстрируют типичные моменты быта городских и сельских простолюдинов обоего пола, но, в основном, женщин. Автор характеризует свои работы как «аутентичные изображения узбекских женщин и мужчин».
Альбом был создан при финансовой поддержке гендерной программы посольства Швейцарии в Узбекистане и призван определить, каковы современные женщины страны, охарактеризовать их жизненный путь с детства до старости. На фотографиях непредвзято отражены, в том числе, бедность населения Узбекистана и гендерное неравенство как в семейной (притеснение мужьями и их родственниками), так и в общественной сферах (например, мужчины-узбеки обычно не выполняют работы по уборке). Вместе с тем Умида Ахмедова стремится передать красоту национальных традиций, связанных со знаменательными датами (свадьбы, похороны, суннат той — день обрезания мальчика).

Работа из альбома

Социолог Кембриджского университета Диана Кудайбергенова обращает внимание на одну из работ, где сфотографирован мемориал жертвам Второй Мировой войны в Ташкенте. Документалист не включает в кадр собственно памятник — фигуру Скорбящей матери — и фиксирует внимание на уборщице средних лет. Тем самым оказывается запечатлён не исторический, но современный Узбекистан, его население. Собственный взгляд фотографа на ситуацию соперничает с национальной идеологией, где изображение женственности ограничено стереотипными представлениями мужчин-бюрократов; вместе с тем её работа сближает официальную и реальную репрезентацию Узбекистана. Продвигаемый государством образ безмолвной, погружённой в траур пожилой женщины вынесен назад, вовне. Он балансируется присутствием образа реального человека, выдвинутого на передний план. Центральной для Умиды Ахмедовой выступает способность женщины к труду и её счастье в работе.

### Бремя девственности
«Бремя девственности». Часть 1 на YouTube
Премьера документального фильма «Бремя девственности», снятого Умидой Ахмедовой и Олегом Карповым, состоялась 5 марта 2009 года. Фильм посвящён национальному обряду чимилдык, широко практикуемом в сельских местностях страны до настоящего времени, и поднимает проблему популярности архаичных традиций в современном мире. Данный обычай заключается в публичном выставлении белой простыни со следами дефлорации после первой брачной ночи молодожёнов.
Документальная лента предваряется предупреждением о вымышленности всех персонажей и случайности совпадений. В первой части фильма сообщается о судьбе женщины, с позором изгнанной свекровью из дома на следующий день после свадьбы, несколько раз собиравшейся совершить суицид и более не взятой никем замуж, а также о её бывшем муже, сожалеющем о разрыве брака и своей покорности матери.
Вторая часть фильма представляет собой ряд интервью с различными лицами: социологом, врачом, имамом, судмедэкспертом. Подчёркнуто общественное осуждение, которое ожидает супругов в случае раскрытия добрачных половых отношений невесты, сообщается о случаях самоубийства мужчин в этой ситуации. Одновременно отмечается, что разрыв девственной плевы возможен по причинам, не связанным с половой жизнью, из-за чего приходится обращаться к судебной медицинской экспертизе, имитировать дефлорацию заранее заготовленной кровью и т. п. Медицинскую проверку девственности систематически поддерживают не только родственники, но и некоторые видные учёные республики. Более того, в фильме цитируется книга кандидата медицинских наук Уктама Мухаммада Мурода, предложившего использовать «щадящий» традиционный способ проверки невинности с помощью птичьего яйца. В пересказе служителя культа излагается народное предание о мнимом отсутствии целомудрия у девушек, которые родились в пятницу

## Преследование в Узбекистане
С ноября 2009 года власти Узбекистана начали судебное преследование против Умиды Ахмедовой, связанное с её профессиональной деятельностью. По мнению обвинения, в своих работах Умида Ахмедова оскорбляет узбекский народ и его традиции, создает негативный образ Узбекистана (в фотоальбоме «Женщины и мужчины: от рассвета до заката», фильме «Бремя девственности»).
Многие представители общественных и творческих кругов Узбекистана и других стран, международные правозащитные организации выступили в поддержку Умиды Ахмедовой. В адрес МИД и МВД Узбекистана было направлено открытое письмо с требованием прекратить преследование фотохудожницы, обвинение и суд над ней были классифицированы как суд над искусством в целом. Директор организации Human Rights Watch по Европе и Центральной Азии Холли Картнер заявила, что «Уголовное дело против Ахмедовой показывает, до какой степени абсурда готово дойти правительство в своих попытках подавить независимую точку зрения», и потребовала «дать ей возможность спокойно работать, реализуя право на свободное выражение своего мнения без вмешательства со стороны государства». У посольств Узбекистана в Москве и Париже были проведены пикеты в её поддержку.
Сама Умида Ахмедова говорит, что в своем творчестве в основном интересуется жизнью народа с этнографической точки зрения: она снимает народные обряды, традиции, свадьбы.
13 января 2010 года Умиде Ахмедовой были предъявлены обвинения по статьям 139 «Клевета» и 140 «Оскорбление» Уголовного Кодекса Республики Узбекистан. 10 февраля суд вынес обвинительный приговор, однако по причине амнистии, связанной с годовщиной независимости Узбекистана, она была освобождена в зале суда. 17 марта апелляционная коллегия суда оставила приговор без изменения.
В 2011 году власти местного уровня запретили выставку молодых художников, которую организовала Умида Ахмедова.
В январе 2014 года вновь подвергалась судебному преследованию в связи с организацией ташкентской акции в поддержку Евромайдана. По решению Хамзинского районного суда по уголовным делам Умида Ахмедова, её сын и ряд знакомых были приговорены к крупному штрафу. В том же году работы фотохудожницы были запрещены для показа на ташкентской выставке «Бир макон».
По утверждению региональной службы радио «Свобода», деятельница искусства находится под постоянным давлением властей и редко получает возможность поездки за границу. Известно, что в начале 2015 года пограничники Узбекистана не выпустили Умиду Ахмедову на авиарейс в Россию, заявив, что въезд в эту страну ей запрещён ФСБ.

## Оценки творчества
Социолог Кембриджского университета Диана Кудайбергенова считает, что преследование Умиды Ахмедовой изменило официальное отношение к женскому искусству в Центральной Азии.

Памятник Амиру Темуру в Ташкенте (1993)

Женщины занимают основное место в работах Умиды Ахмедовой, что контрастирует с направленностью государственной идеологии Узбекистана, делающей упор на фигуры мужчин, таких как средневековый завоеватель Амир Темур (Тамерлан). В воспроизводстве национальной культуры, поставленном под тотальный контроль государства, женщинам отведена роль безмолвного тела. Деятельница искусства настаивает, что национальная самобытность заключается не в официальных конструктах, манипулятивно вводимых постсоветскими властями, но, скорее, в живом опыте современного простого человека. Выдвигаемая государством картина выступает для неё фальшивой, и документалист борется за переопределение этнической идентичности, обретение утраченного.
Диана Кудайбергенова относит Умиду Ахмедову к числу независимых среднеазиатских художниц, предлагающих более открытую и интересную альтернативу официозным идеям о национальном наследии, ментальности, представленную, в частности, гендерным равенством. Хотя акцент на значение пола и гендера в общественно-политической жизни соответствует феминистскому искусству, Диана Кудайбергенова подчёркивает, что феминизм чужд самовосприятию этих деятельниц искусства. Отходя от государственного культурного строительства (которому свойственны «советизм» мышления и мужское доминирование), Ахмедова стремится «восстановить» женщину на базе национальной парадигмы.
Центральным в творчестве Умиды Ахмедовой становится личный поиск подлинности, в национальной символике, культурном наследии узбекского народа. Она подробно фиксирует жизнь современных горожан Узбекистана, включая будни и знаменательные даты. Диана Кудайбергенова обращает внимание, что её женские портреты изображают героинь в домах махаллей и на улицах городов (в частности, родного Паркента), что отражает локальную культурную аутентичность.
Джон Педер Игенс, директор норвежского филиала Amnesty International заявил, что творчество Умиды Ахмедовой вдохновляет молодое поколение фотографов страны, добавив:
Пока узбекское правительство пытается предъявить миру полированный образ счастливой страны, она представляет реальную жизнь в одном из самых закрытых обществ в миреДж. П. Игенс

## Награды и премии
Лауреат ряда премий, в том числе: серебряный медалист фотоконкурса в честь 40-летия Победы в Москве в 1985 году, победитель конкурса «Пресс Фото России-2004» в номинации «Современная фотография Средней Азии», гран-при фестиваля неформального кинематографа REFORMAT в Бишкеке.
В 2015 год серия фоторабот Умиды Ахмедовой «Казахи Узбекистана» одержала победу на конкурсе казахской службы «Радио Свобода» («Азаттык») в категории «специальный проект».
В мае 2016 года Умида Ахмедова удостоена Международной премии Вацлава Гавела, вручаемой инакомыслящим в творчестве, с формулировкой «За креативный протест». Церемония награждения состоялась в Осло в рамках «Форума свободы».

## Семья
Муж — кинорежиссёр, основатель «Музея кино» (существовал в 2004—2009 годах) Олег Карпов. Ряд фильмов («Бремя девственности», «Ангел… и её два мужа») супружеская пара создала совместно.
Имеет троих детей. Сын Тимур Карпов — фотожурналист, бывший сотрудник интернет-издания Lenta.ru. В 2015 году представил репортаж о принуждении жителей страны к участию в хлопковой кампании и трудностях такой работы. В Узбекистане подвергался арестам.